# Мезолит
Мезолит (грч. μέσος [mésos] — „средње” + λίθος [líthos] — „камен”) или средње камено доба, је период праисторије који означава прелаз палеолита (старијег каменог доба) у неолит (млађе камено доба). Трајао је од краја леденог доба (пре 10.000 година) до појаве земљорадње, односно неолита. 
На Балкану, мезолит траје од средине 9 миленијума пре нове ере до краја 6 миленијума пре нове ере, на територији средње Европе до краја 3 миленијума а на Блиском истоку до краја 7 миленијума пре нове ере. Током мезолита, као станишта, и даље се користе пећине и поткапине, али се јављају и прва трајна насеља на обалама река, језера и мора. Карактеристична је појава тзв. микролитских оруђа, веома малих димензија који су служили као пројектили или врхови копаља и усађивани су у дрвене дршке. Поред сакупљања плодова и лова, мезолитске заједнице су свој опстанак заснивале и већим делом и на риболову и као последица тога, особени су и нови типови коштаног и каменог оруђа и оружја (секире, удице, клопке, мреже, харпуни). Понекада се мезолит означава и појмом епипалеолит и протонеолит.
Неки аутори говоре и о касном палеолиту (10 000 - 8000 година пне). Каткад се културе доњег и средњега палеолита заједнички називају протолит, а оне из горњег палеолита и мезолита, миолит. Када се уместо мезолита користи назив средње камено доба, треба разликовати мезолит као раздобље између палеолита и неолита од средњег каменог доба у Африци које временски одговара средњем палеолиту у Европи. Неки аутори то прелазно раздобље рашчлањују на епипалеолит или продужени палеолит и протонеолит, односно раздобље које је претходило класичном неолиту. 
Мезолит припада времену геолошке садашњости, тј. холоцену, а почетак мезолитика условљен је завршетком леденог доба (плеистоцена) 10.000 година пре садашњости, нагло се повећава температура и повећава се концентрација влажног ваздуха. Температуре бележе осцилирања, као и значајнија захлађивања у појединим раздобљима, али у целости температуре се приближавају температурама из садашњости. Основно обележје су климатске промене: отопљење, повлачење леда, подизање нивоа воде (пр. Јадранско море подигло се за 100 m) и промена обалских линија. Тако се мења и биљни и животињски свет, леденодобне животиње изумиру или се селе на крајњи север, а људи живот прилагођавају тој измењеној околини. 
Тако се развија лов на брзу дивљач (срне, јелени, дивља говеда, дивље свиње) и птице, а главно оружје постају лук и стрела. Набујале реке, потоци, језера нуде нове изворе хране, те се развијају риболов и сакупљање шкољака, што захтева и нову врсту оружја и оруђа, а то су микролити изразито геометријских облика чијим се усађивањем  добијају копља, сулице, стрелице, харпуни. Бројне су и коштане израђевине: шила, игле, удице, бодежи, накит. Из мезолитика потичу и најстарији налази чамаца издубљених у деблу (моноксил), али и оних начињених шивењем животињских кожа. Новим начином живота смањују се миграције и омогућава се стварање сталнијих насеобина.

## Терминологија
У различитим контекстима термин „мезолитик” може да означава стадијум технолошког развоја (микролити, сложена оруђа), хронолошко раздобље (рани холоцен) или пак друштвено-економски систем (употреба широког спектра ресурса, полуседилачки начин живота). Понекад се као синоним употребљава назив епипалеолит, који ипак чешће има друга значења. Неки аутори ограничавају примену назива мезолит само на људска друштва ловаца-сакупљача на северу и западу Еуропе, која су живела у шумама током 6000 година, пре доласка неолитског начина живота. 
Гордон Чајлд је назив мезолит или протонеолит ограничавао само на преднеолитске људске заједнице југозападне Азије, односно средњег истока. 
Како би се ублажила терминолошка конфузија, неки аутори предлажу да главни критеријум буде хронолошки аспект, то јест да у мезолит буду укључени сви ловци-сакупљачи из доба холоцена, без обзира на њихову локацију или технолошки ступањ развоја, под условом да су већину хране добијали из природних извора, а не из узгоја (агрикултуре). Према овом стајалишту, раздобље мезолита било би најдуже на северозападу Европе, јер је неолитички начин живота тамо превладао релативно касно (пре око 6000 година).
Назив мезолит ретко се употребљава за афричке ловце-сакупљаче холоцена. На америчком континенту, холоценски ловци-сакупљачи се сврставају у „архаичко” раздобље, док се рана пољопривредна друштва без керамике сврставају у „формативно” раздобље.

## Технологија
За мезолит су карактеристични микролити или мала камена сечива, од којих су многа краћа од 10 mm. Микролити су били делови сложених ловачких оружја, нпр. врхова стрела или харпуна. Лук и стрела у мезолиту постају главно ловачко оружје. Микролити су се с временом развијали, па археолози разликују различите типове и подтипове микролита, који могу помоћи у хронолошком датирању налаза.  
Позната су три главна типа микролита. Најстарији тип микролита са широким сечивом, води порекло из горњег палеолита (микролити из тог раздобља називају се ахренсбуршки микролити), а распрострањени су у Скандинавији, Британским острвима и северозападној Европи. У Скандинавији се ти микролити зову маглемошки (према култури Маглемосе), а на другим подручјима се једноставно називају „рани мезолитски”.
У јужнијим подручјима Европе појавили су се разрађенији типови микролита с ужом оштрицом и правилнијих геометријских облика. То су советеријански микролити (названи према француском налазишту Совтер-ла-Леманс). Они су се од 10000. до 7000. године п. н. е. проширили из средишње Француске ширим подручјем Европе. 
Трећи главни тип су микролити трапезоидног облика који су настали на северозападу Европе након 7000. године п. н. е, а називају се тарденоашки микролити (према налазишту Фер-ан-Тарденуа, у Француској). 
У мезолиту су употребљавана и оруђа од кости, рогова и дрвета. У риболову су кориштене мреже, замке, врше и харпуни. Проширена је била употреба чамаца из издубљеног дебла дрвета и весала. У мезолиту је на неким местима први пут документована употреба нативног, хладно обрађеног бакра, израда кошара и керамичких посуда (у Јапану већ пре 12000 година; у северној Африци пре 9000 година).

## Услови живота у позном палеолиту и мезолиту
Време између 15 000 и 12 000 година, је време ловаца на ситну дивљач, риболоваца и скупљача плодова. Стварају се стална насеља у погодним долинама, користи се ватра и одећа. Мења се дотадашњи однос према неким животињама. Са завршетком леденог доба долази до формирања водених токова, тако да је рељеф Европе формиран пре око 10 000 година. Долази до наглог пораста становништва, чему доприносе и стална насеља. Припитомљене су одређене животињске врсте и култивисане житарице, што доводи и до почетка складиштења хране.

## Период мезолита на простору данашње Србије
Хронолошки опсег културе на нашим просторима је био од 8.000 година п. н. е. до 5.500 године п. н. е. и она је, за разлику од претходне културе била равномерно распрострањена и са леве и са десне обале Дунава. Ова култура се сматра директним наследником локалне позно - палеолитске културе има веома изражене локалне специфичности и регионални интерни развој који је битно издвајају од осталих познатих епипалеолитско - мезолитских култура Европе. У овом периоду се, на основу нађених алатки за обраду земље појављују први покушаји земљорадње на нашим просторима.